# Privédetective

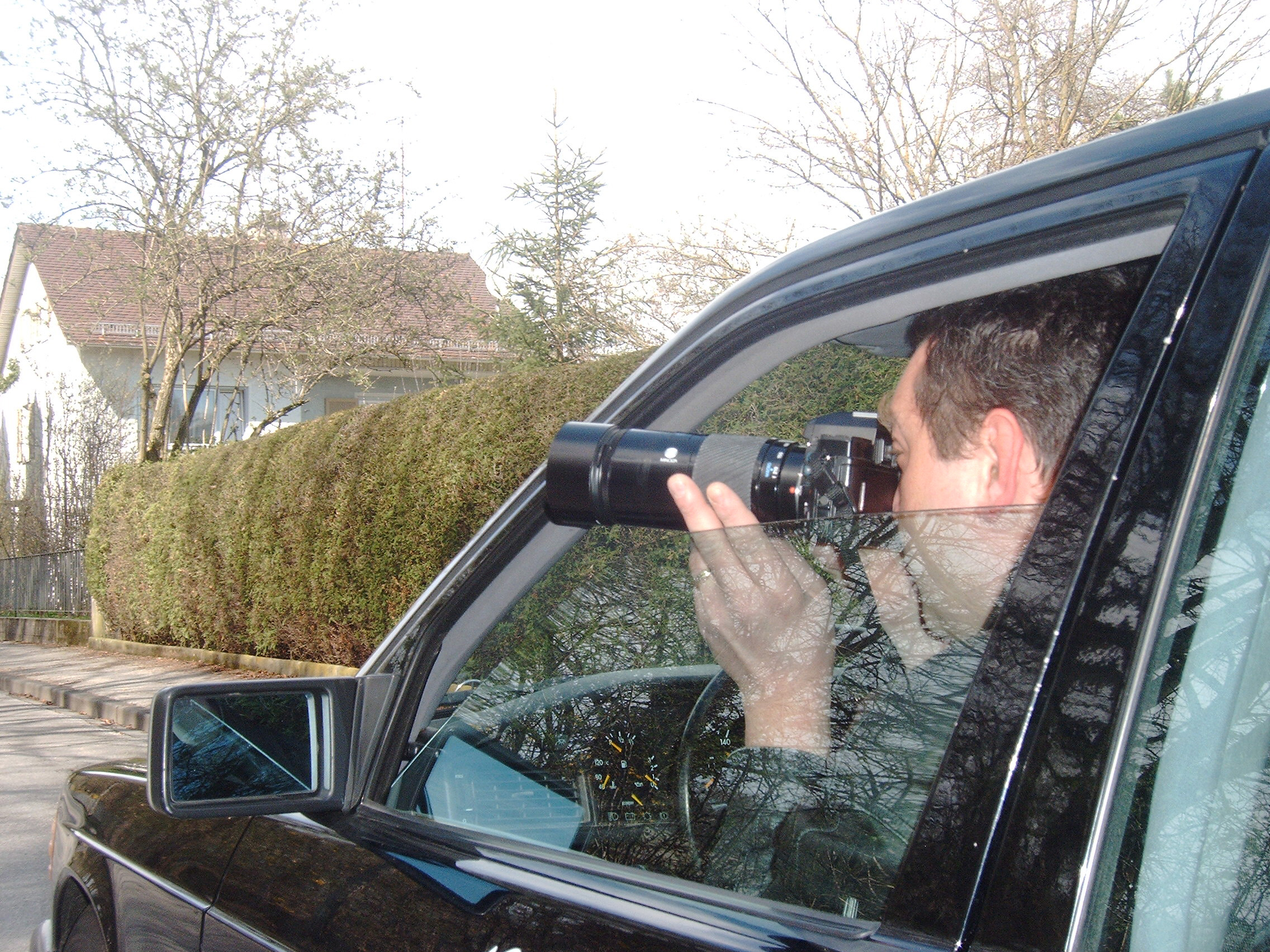
Onderzoek naar vreemdgaande echtgenoten en bedrijfsonderzoek als diefstal, wordt vaak gezien als een van de kernactiviteiten van een privédetective.

Een privédetective (ook wel particulier rechercheur of particulier onderzoeker) is iemand die gegevens vergaart en analyseert, veelal ten behoeve van het oplossen of voorkomen van onrechtmatige daad of een misdrijf.
Tot de kerntaken van een privédetective behoren onder meer informatie verzamelen ten behoeve van bewijsvoering voor civiele en strafrechtelijke geschillen, opsporingen van vermiste personen en goederen (eventueel met gebruikmaking van technische hulpmiddelen), toedrachtsonderzoeken en het uitvoeren van observaties, zowel statische (bijvoorbeeld door of vanuit observatievoertuig) als dynamische (het volgen van een subject die zich verplaatst. Bijvoorbeeld in de auto). Daarnaast houden privédetectives en recherchebureaus zich bezig met overige informatieverstrekking (bijvoorbeeld voor antecedentenonderzoek) verkregen uit verschillende (open en half open) bronnen, en het verhoren van betrokkenen en getuigen. Ook valt Forensisch onderzoek zoals DNA, dactyloscopisch onderzoek en echtheidsonderzoek tot de bezigheden van deze beroepsgroep.

## Regels en bevoegdheden

### Nederland
Regels waaraan een privédetective in Nederland moet voldoen worden onder andere gesteld in de Wet Particuliere Beveiligingsorganisaties en Recherchebureaus (WPBR) en de Wet bescherming persoonsgegevens. Zo moet bijvoorbeeld de minister van Justitie een vergunning geven om werkzaamheden uit te voeren. Privédetectives dienen zich voor wat betreft het gebruik van onderzoeksmethoden en -middelen te houden aan de privacygedragscode die door de Vereniging van Particuliere Beveiligingsorganisaties (VPB) is opgesteld en door de minister van Justitie algemeen verbindend is verklaard voor alle vergunninghoudende onderzoeksbureaus. 
De privacygedragscode stelt – net als de Wet bescherming persoonsgegevens – onder andere dat zij niet zomaar allerhande gegevens mogen verzamelen en verwerken zonder dat daar een gerechtvaardigd doel mee wordt gediend. Privédetectives hebben verder geen bevoegdheden anders dan elke burger die heeft. 
Niet onbelangrijk is de wetgeving dat recherchebureaus dienen te beschikken over een vergunning van justitie. Het zogenaamde POB-nummer. De afdeling Bijzondere Wetten doet achtergrondonderzoek alvorens de gele vergunning of recherchepas af te geven en controleert periodiek – en onaangekondigd – op de naleving van wetten en regelingen.
Personen die (Buitengewoon) Opsporingsambtenaar zijn mogen het beroep niet zonder bijzondere toestemming van het ministerie van Justitie uitvoeren, aangezien er dan belangenverstrengeling zou kunnen plaatsvinden.

## Privédetectives in de Nederlandse media
Er zijn ook een aantal privédetectives bekend van televisie. Meestal komen ze voor in programma's waarbij ze de presentator ondersteunen met onderzoek. De bekendste in beeld zijn Marcel van de Ven (Ontvoerd van RTL 4, Hunted van NPO 3) en Nico van den Dries (Peter R de Vries - Internet Pesters Aangepakt van RTL 5, Gestalkt van SBS6, Ivana Smit documentaire, Maddie McCann,  Discovery Channel, Zeeman Confronteert: Stalkers (RTL5) en diverse nieuwsprogramma's).

## Privédetectives bekend van boeken en films
Het beroep spreekt erg tot de verbeelding. In veel films en boeken wordt geschreven over privédetectives. Bekende privédetectives zijn onder meer de creatie 'Hercule Poirot' van Agatha Christie, 'Sam Spade' van Dashiell Hammett, 'Philip Marlowe' van Raymond Chandler en 'Mike Hammer' van Mickey Spillane en Veronica Mars en Nancy Drew.
Legendarisch is vooral 'Sherlock Holmes' van Arthur Conan Doyle.